# Hegymeg
Hegymeg község Borsod-Abaúj-Zemplén vármegyében, az Edelényi járásban.

## Fekvése
Edelénytől 11 kilométerre keletre, a megyeszékhely Miskolctól 32 kilométerre északra fekszik.
A környező települések: észak felől Lak (2 km), kelet felől Tomor (4 km), dél felől Hangács, délnyugat felől pedig Damak (4 km); a legközelebbi város Edelény.

### Megközelítése
Csak közúton közelíthető meg, Damak vagy Lak érintésével, a 2616-os úton. Ugyanez az út köti össze Edelénnyel és (Lakon keresztül) Tomorral is, míg Hangáccsal nincs közvetlen közúti kapcsolata. 

## Története
Hegymeg Árpád-kori település. Nevét 1272-ben említették először az oklevelek Higmugi írásmóddal. 1279-ben Heygmugury, 1332-ben Hegmegy, Hegmegi alakban írták.
Első ismert birtokosa Hegymegi Egyed volt, aki még a tatárjárás előtt zálogba adta három ekényi öröklött földjét Ládi Martunnak, de fiai 1271-ben visszaváltották. 1279-ben IV. lászló király az idevaló tornai várjobbágyoktól eredő Mihályt és Turnát a királyi szerviensek közé emelte. E Turna nevét tarthatta fenn a Hegymeggel szomszédos Lak területén Tornaháza. Hegymegnek 1332-ben említették Szent Kozmáról elnevezett egyházát is, melynek a pápai tizedjegyzék szerint papja 1332-ben 8, 1233-ban 6, 1234-ben 8 garas pápai tizedet fizetett.

## Közélete

### Polgármesterei
- 1990–1994: Komjáti Miklós (független)[3]
- 1994–1998: Komjáti Miklós (független)[4]
- 1998–2002: Komjáti Miklós (MIÉP)[5]
- 2002–2006: Komjáti Miklós (független)[6]
- 2006–2010: Komjáti Miklós (független)[7]
- 2010–2014: Varga Zoltánné (Fidesz-KDNP)[8]
- 2014–2019: Boschánszky Iván László (független)[9]
- 2019–2024: Boschánszky Iván László (Fidesz-KDNP)[10]
- 2024– : Boschánszky Iván László (független)[1]

## Népesség
A település népességének változása:
| Lakosok száma | 122  | 111  | 114  | 105  | 114  | 106  | 109  |
|               | 2013 | 2014 | 2015 | 2021 | 2022 | 2023 | 2024 |

A település lakosságszáma 1900. évben 332 fő volt, ez a szám viszonylag stabil maradt egészen az 1950-es évekig. 1960-ban 289 főt tett ki a népesség száma, innentől kezdve a hetvenes éveket leszámítva nagyarányban csökkent. 1980-ban 218 fő, 1990-ben pedig már csak 145 fő volt a falu lakossainak száma. 
2001-ben a település lakosságának 99%-a magyar, 1%-a cigány nemzetiségűnek vallotta magát.
A 2011-es népszámlálás során a lakosok 84,1%-a magyarnak mondta magát (15,9% nem válaszolt). A vallási megoszlás a következő volt: római katolikus 7,1%, református 54,9%, görögkatolikus 9,7%, felekezeten kívüli 6,2% (21,2% nem válaszolt).
2022-ben a lakosság 89,5%-a vallotta magát magyarnak, 9,6% cigánynak, 0,9% egyéb, nem hazai nemzetiségűnek (10,5% nem nyilatkozott; a kettős identitások miatt a végösszeg nagyobb lehet 100%-nál). Vallásuk szerint 4,4% volt római katolikus, 53,5% református, 11,4% görög katolikus, 0,9% egyéb keresztény, 2,6% felekezeten kívüli (25,4% nem válaszolt).

## Nevezetességek
Református temploma torony nélküli épület, előtte egy külön fa harangláb áll. A templomkertben turulszoborral díszített első világháborús hősi emlékmű található.